# ماهیچه کوتاه بازکننده انگشتان پا
ماهیچه کوتاه بازکننده انگشتان پا (انگلیسی: Extensor digitorum brevis muscle) ماهیچه‌ای در سطح بالایی پا است که به بازکردن مفاصل استخوان‌های کف پا و بند اول انگشتان اول تا چهارم پا کمک می‌کند.
سر ثابت آن بخش بیرونی استخوان پاشنه و سر متحرک آن با چهار تاندون به یکی از استخوان‌های کوچک شست پا و سه تای دیگر به سه تاندون عضله بازکننده بلند انگشتان پا وصل است.
عصب‌گیری آن از عصب میان‌دوراهی عمقی است.

## نگارخانه

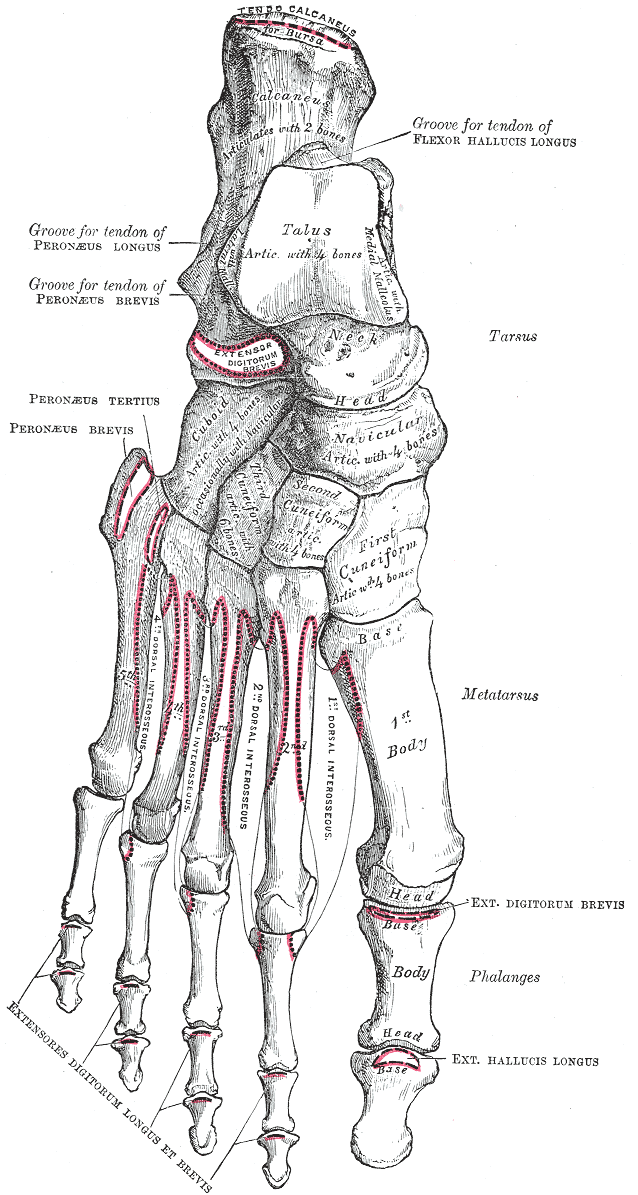
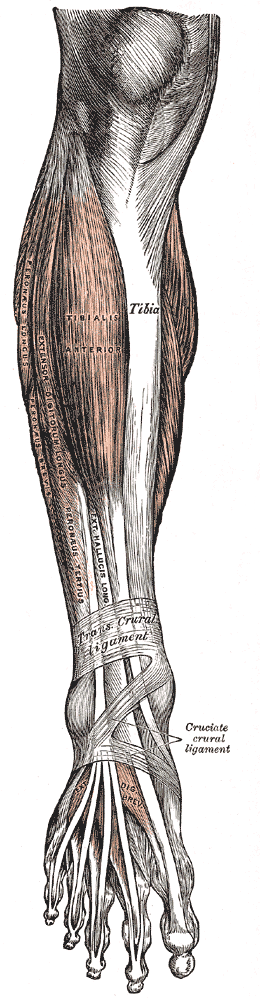
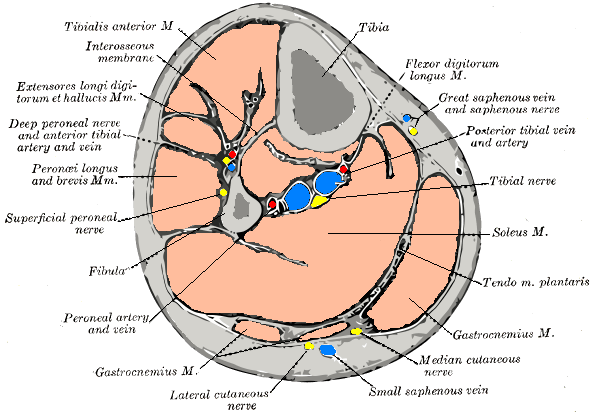
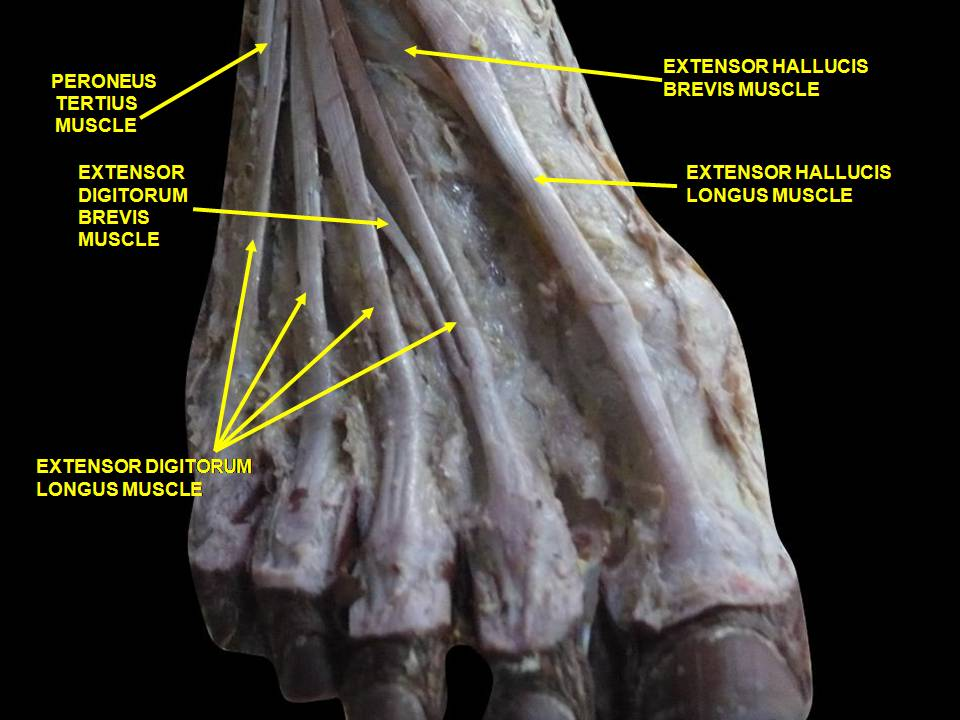
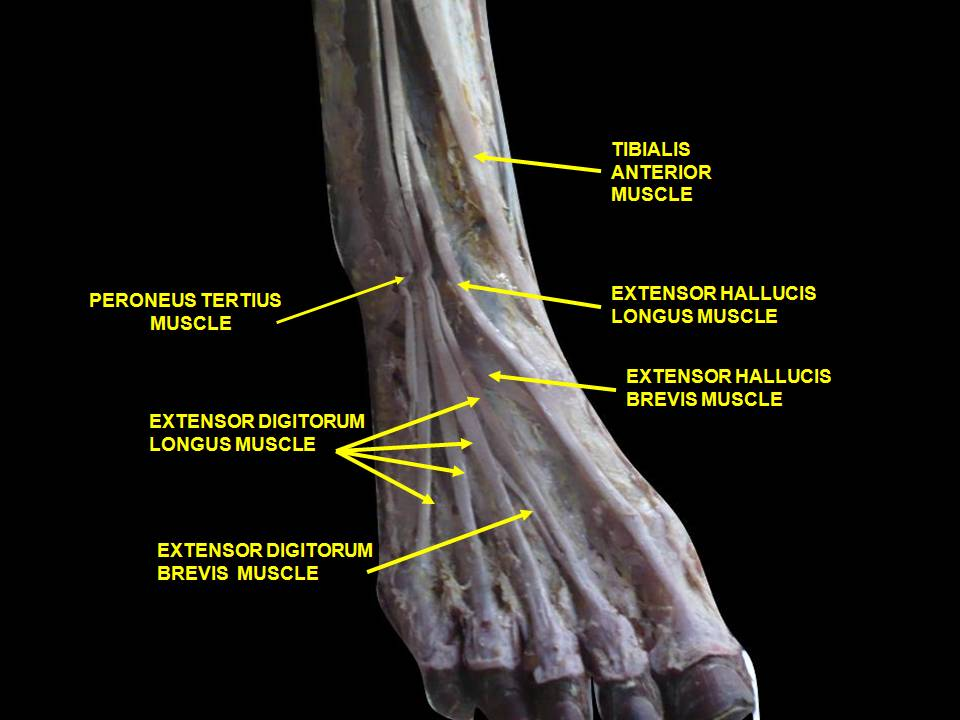